# Long Weekend (film, 1978)
Pour les articles homonymes, voir Long Weekend.
Pour plus de détails, voir Fiche technique et Distribution.
Long Weekend est un film australien réalisé par Colin Eggleston, sorti en 1978.

## Synopsis
Un jeune couple de citadins décide de profiter d'un weekend long pour s'adonner à du camping sauvage au bord de la mer. Par d'imperceptibles étapes, le décor paradisiaque de plage isolée où ils s'installent se charge de mystères avant de se transformer en un véritable enfer : la Nature paraît soudain prendre une sourde revanche sur la civilisation ...

## Fiche technique
- Titre : Long Weekend
- Réalisation : Colin Eggleston
- Scénario : Everett De Roche
- Musique : Michael Carlos
- Photographie : Vincent Monton
- Montage : Brian Kavanagh
- Production : Colin Eggleston
- Société de production : Dugong Films
- Société de distribution : Hoyts Distribution
- Pays :  Australie
- Langue : Anglais
- Format : Couleur - Mono - 35 mm - 2.39:1
- Genre : Thriller, Horreur
- Budget : 450 000 dollars australiens
- Durée : 91 min
- Affiche : Léo Kouper (France)

## Distribution
- John Hargreaves (VF : Philippe Ogouz) : Peter
- Briony Behets (VF : Jacqueline Cohen) : Marcia
- Michael Aitkens (VF : Georges Atlas) : Le barman
- Roy Day : Le vieux pêcheur
- Mike McEwen : Le chauffeur du camion

## Autour du film
- Ce film est annoncé au générique en tant que « Dugong production », du nom du mammifère marin tué après avoir été confondu avec un requin (Les Dents de la mer est sorti à peine trois ans avant) et dont le cadavre hante les deux touristes durant une bonne portion du récit.
- Le tournage eut lieu en mars-avril 1977 à Melbourne et sur Phillip Island.
- Alors qu'une notable reconnaissance critique et populaire lui fut accordée dans le reste du monde, le film ne connut aucun succès dans son pays d'origine.
- Ce film est rattaché au courant de l'Ozploitation, terme générique forgé à partir de « Australie » (Oz) et exploitation, désignant un courant apparu dans le cinéma australien au début des années 1970 et qui perdura jusqu'à la fin des années 1980.
- Le slogan promotionnel de son affiche d'origine était : A Crime against Nature (un crime contre nature), repris sur l'affiche française signée Léo Kouper.
- Un remake en a été réalisé par Jamie Blanks en 2008 sous le même titre et avec la collaboration du même scénariste.

## Distinctions
- Prix de la critique au Festival international du film de Catalogne en 1978.
- Pris spécial du jury au Festival international du film fantastique et de science-fiction de Paris en 1978
- Antenne d'or au Festival international du film fantastique d'Avoriaz 1979 (ex-aequo avec L'Invasion des profanateurs de Philip Kaufman).